# Rajon Căușeni
Der Rajon Căușeni ist ein Rajon in der Republik Moldau. Die Rajonshauptstadt ist Căușeni.

## Geographie
Der Rajon liegt im Südosten des Landes an der Grenze zur Ukraine. Căușeni grenzt an das Munizipium Tighina und an das jenseits des Flusses Dnister gelegene abtrünnige Gebiet Transnistrien sowie an die Rajons Anenii Noi, Cimișlia, Ialoveni und Ștefan Vodă.
Neben der Hauptstadt besitzt Căinari das Stadtrecht, das übrige Gebiet des Rajons ist auf ländliche Gemeinden (communes) verteilt: Baccealia, Baimaclia, Chircăiești, Chircăieștii Noi, Chițcani, Ciuflești, Cârnățeni, Cârnățenii Noi, Cârateni Do, Copanca, Coșcalia, Cremenciug, Fârlădeni, Gâsca, Grădinița, Grigorievca, Hagimus, Opaci, Pervomaisc, Plop-Știubei, Săiți, Sălcuța, Taraclia, Tănătari, Tănătarii Noi, Tocuz, Ucrainca, Ursoaia und Zaim.
Die Ortschaft Chițcani gehört offiziell zwar zum Rajon Căușeni, untersteht jedoch der Kontrolle Transnistriens.

## Geschichte
Der Rajon Căușeni besteht seit 2003. Bis Februar 2003 gehörte das Gebiet gemeinsam mit der Stadt Tighina und dem heutigen Rajon Ștefan Vodă zum inzwischen aufgelösten Kreis Tighina (Județul Tighina).

## Bevölkerung

### Bevölkerungsentwicklung
1959 lebten im Gebiet des heutigen Rajons 73.696 Einwohner. In den darauf folgenden Jahrzehnten stieg die Zahl der Einwohner kontinuierlich an: von 89.073 im Jahr 1970 über 93.656 im Jahr 1979 bis zu 96.467 im Jahr 1989. Bis 2004 sank wie in ganz Moldau die Bevölkerungszahl des Rajons, die in jenem Jahr 90.612 betrug. 2014 lag sie bei 81.185.

### Volksgruppen
Laut der Volkszählung 2004 stellen die Moldauer mit 87,7 % die anteilsmäßig größte Volksgruppe im Rajon Căușeni, gefolgt von den Russen mit 4,2 %, den Rumänen mit 3,1 %, den Ukrainern mit 2,7 %, den Bulgaren mit 1,2 % und den Gagausen mit 0,7 %.